# Пишингер (торт)
Пишингер (нем. Pischinger, также Piszinger, tort Pischingera) — торт из вафель или облаток, прослоенных шоколадно-ореховой начинкой, иногда покрыт шоколадной глазурью. Особенность торта в том, что он изготавливается из полуфабрикатов и не требует выпечки.
Автором торта считается венский кондитер Оскар Пишингер (1863—1919), создававший свои кондитерские изделия во второй половине XIX века. Вскоре после изобретения торта в 1883 году, он стал популярен по всей Австро-Венгерской империи, продавался в кондитерских и ресторанах Праги, Теплице, Брно, Карловых Вар, Черновцов.
В галицкой кухне известен под названием «Андруты» (от пол. andruty, «вафли»), в Галичине его готовят хозяйки для нежданных гостей.
После распада Австро-Венгрии название торта на территории Чехословакии, Польши стало нарицательным и использоваться для обозначения сладких вафельных тортов с начинкой.